# Ratte
Ratte är en svensk tecknad serie av Magnus Knutsson och Ulf Jansson. Gerhard "Ratte" Rask är taxichaufför och är tillsammans med Berit Aster. Serien publicerades i Aftonbladet 1978–1985. Miljön är svensk vardagsrealism under 1970- och 1980-tal och många svenska kändisar medverkar. I serien kommenterades bland annat samtida händelser i politik och samhälle. Berit Aster framställs som en självständig och stark kvinna medan Ratte är en godhjärtad figur.

## Album
- "Ratte och kidnapparna" (även "Ratte och slipsfabriken" och "Ratte i folkparkerna"), Carlsen/if, 1980
- "Ratte och odjuret : Ratte och tefaten ; Ratte på Nordsjön", Carlsen/if, 1981
- "Ratte och den vilda jakten på byrån ; Slipsfabriken kommer tillbaka ; Kassett på villovägar, Carlsen/if, 1982
- "Ratte och paniken i Pompador ; I grumligt vatten", Carlsen/if, 1983
- "Ratte i New York: Möbler i massor", Carlsen/if, 1984
- "Ratte: satiriska seriesidor", Alvglans, 1985